# Ételcalcétide
L'ételcalcétide (ou velcacétide) est une molécule en cours de test comme médicament dans le traitement des hyperparathyroïdies secondaires.

## Mode d'action
Il s'agit d'un peptide de synthèse. Il se fixe sur les récepteurs sensibles au calcium situés sur les parathyroïdes, inhibant ainsi la sécrétion de parathormone.

## Efficacité
Chez les insuffisants rénaux dialysés, et donné par voie intraveineuse à la fin d'une dialyse, avec hyperparathyroïdie, il permet une diminution significative du taux de la parathormone et de la calcémie. Son efficacité est comparable à celle du cinacalcet dont le mécanisme d'action est identique.

## Effets secondaires
Les effets secondaires les plus courants sont les nausées et la diarrhée.